# Zátopek (Film)
Zátopek ist ein Film von David Ondříček, der im August 2021 beim Internationalen Filmfestival Karlovy Vary seine Premiere feierte und im gleichen Monat in die tschechischen Kinos kam. Die Filmbiografie beschäftigt sich mit dem tschechoslowakischen Langstreckenläufer Emil Zátopek.

## Handlung

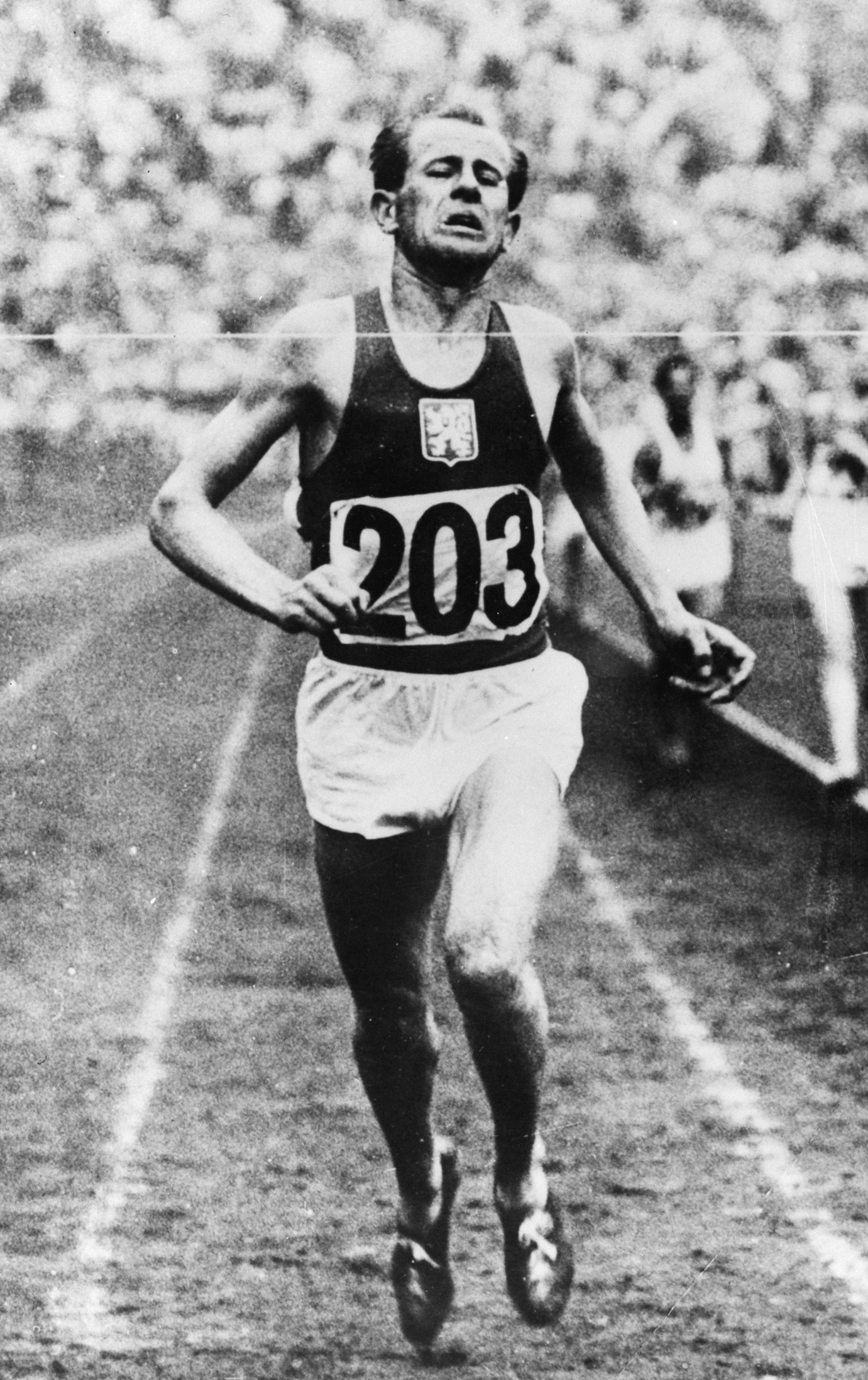
Emil Zátopek bei seinem siegreichen Zieleinlauf im 10.000-Meter-Lauf am 30. Juli 1948 in London

Der Australier Ron Clarke, der als Langstreckenläufer eine Rekordzahl von Weltrekorden hält, kommt im turbulenten Jahr 1968 nach Prag, um den legendären Läufer Emil Zátopek zu besuchen, den er schon seit geraumer Zeit bewundert. Sie sprechen über wichtige Momente in ihrer sportlichen Karriere, aber auch in ihrem Privatleben.

## Biografisches
Der im Mittelpunkt der Filmbiografie stehende Emil Zátopek war ein tschechoslowakischer Leichtathlet, der in erster Linie als Langstreckenläufer erfolgreich war. Ab Ende der 1940er Jahre war er mit der Speerwerferin Dana Ingrová liiert, die am selben Tag wie er geboren wurde und die er später heiratete. Auf dem Höhepunkt von Zátopeks Karriere, den Olympischen Spielen in Helsinki 1952, wurde er bei der Rückkehr in seine Heimat begeistert empfangen. Seine Ehefrau hatte im Speerwurf ebenfalls und fast zeitgleich eine Goldmedaille errungen. 
Ron Clarke war ein australischer Leichtathlet, der für seine 17 Weltrekorde als Langstreckenläufer bekannt wurde. Allerdings gelang es ihm nie, eine Goldmedaille bei einer großen Meisterschaft zu holen. Zwischen 1963 und 1968 erzielte er 17 Weltrekorde im Langstreckenlauf, darunter viermal über 5.000 und zweimal über 10.000 Meter. Von 2004 bis 2012 war er Bürgermeister der Gemeinde Gold Coast in Queensland, wo er im Juni 2015 starb.
Alain Mimoun war ein französischer Langstreckenläufer algerischer Herkunft und Olympiasieger im Marathonlauf. Bei den Europameisterschaften 1950 in Brüssel gewann er jeweils hinter Zátopek die Silbermedaille über 5.000 und 10.000 Meter. Bei den Olympischen Spielen blieb ihm ein Sieg aber zunächst verwehrt, und er musste sich mit der Silbermedaille hinter seinem schärfsten Rivalen zufriedengeben. Trotz der sportlichen Rivalität waren Zátopek und Mimoun enge Freunde. Zum letzten Mal traten beide zum Ende ihrer sportlichen Laufbahn im Marathonwettbewerb der Olympischen Spiele 1956 in Melbourne gegeneinander an.

## Produktion

### Unterstützung und Filmstab
Der Film wurde mit Unterstützung des Staatsfonds für Kinematographie, der Südmährischen Filmstiftung, des Prager Filmfonds und der Stadt Brünn sowie des Tschechischen und Slowakischen Olympischen Komitees gedreht.
Regie führte David Ondříček.  Er ist der Sohn des Kameramanns Miroslav Ondříček, ein ehemaliger Kinderdarsteller und einer der bekanntesten tschechischen Regisseure nach der Revolution von 1989. David Ondříček hatte sich bereits in seinem gleichnamigen Dokumentarfilm aus dem Jahr 2016 mit Zátopeks Leben beschäftigt, in der Vorbereitungsphase viele seiner Freunde und sportlichen Konkurrenten/Gegner getroffen und viel Zeit mit dessen Frau Dana verbracht.

### Besetzung und Dreharbeiten
In der Titelrolle von Emil Zátopek ist Václav Neužil zu sehen. Er hatte in Vorbereitung auf die Rolle rund drei Jahre lang mit dem Lauftrainer Jan Pernica an seiner Kondition und seiner Lauftechnik gearbeitet. Martha Issová spielt Dana Zátopková, der Australier James Frecheville den Leichtathleten Ron Clarke. Neužil und Issová standen bereits für Die Frau des Zoodirektors gemeinsam vor der Kamera. In weiteren Rollen sind Robert Miklus als Josef Dostál, Sinead Phelps als Helen und Gabriel Andrews in der Rolle von Ron Clarkes Trainer zu sehen. In der Rolle von Alain Mimoun tritt der algerische Marathonläufer Saji Abdelkabir auf.
Gedreht wurde unter anderem im Stadion Za Lužánkami in Brünn, das als Ersatz für das Londoner Olympiastadion und das Helsinkier Olympiastadion diente. Hier entstanden beispielsweise die Aufnahme von der letzten Kurve vor der Ziellinie vom letzten 5.000-Meter-Lauf bei den Olympischen Spielen 1952 in Helsinki, das oft als „Rennen des Jahrhunderts“ bezeichnet wird und an dem neben Zátopek und Mimoun auch Herbert Schade beteiligt war. Für dieses Rennen wurden zwei Drehtage verwendet. Ende November 2019 wurden die Dreharbeiten beendet. Als Kameramann fungierte Štěpán Kučera. Da der Film alle fünf olympischen Läufe von Zatopek zeigt und Ondříček nicht wollte, dass sich das Publikum langweilt, sei jedes dieser Rennen anders gestaltet und als eigene Geschichte konzipiert.

### Filmmusik, Marketing und Veröffentlichung
Die Filmmusik komponierte Beata Hlavenková. Das Soundtrack-Album mit 14 Musikstücken wurde Ende August 2021 von Minority Records als Download veröffentlicht.
Der erste Trailer wurde im Dezember 2019, ein weiterer im Juni 2021 vorgestellt. Die Premiere war ursprünglich im Juni 2020 beim Internationalen Filmfestival Karlovy Vary anlässlich der Olympischen Sommerspiele in Tokio geplant. Wegen der Coronavirus-Pandemie wurde sie allerdings auf den 20. August 2021 verschoben. Zátopek war der Eröffnungsfilm des Filmfestivals Karlovy Vary. Am 26. August 2021 kam der Film in die tschechischen Kinos. Ende Mai, Anfang Juni 2022 wurde er beim Kinder- und Jugendfilmfestival in Zlín gezeigt. Anfang Oktober 2022 wird er beim Vancouver International Film Festival vorgestellt und im weiteren Verlauf des Monats bei CinEast.

## Rezeption

### Kritiken
Mirka Spáčilová von der tschechischen Tageszeitung Mladá fronta Dnes schreibt, der Film übe sich nicht in pseudokünstlerischen Experimenten, versuche nicht zu schockieren oder provozieren, sondern erzähle einfach klug seine Geschichte, und sei zugleich fesselnd und bitter im Ton. Die wirkungsvollste Waffe des Films sei jedoch seine Leichtigkeit.

### Auszeichnungen
Zátopek wurde von Tschechien als Beitrag für die Oscarverleihung 2022 in der Kategorie Bester Internationaler Film eingereicht.
Český lev 2022
- Auszeichnung als Bester Film
- Auszeichnung mit dem Film Fans’ Award (David Ondříček)
- Auszeichnung für die Beste Regie (David Ondříček)
- Auszeichnung als Bester Hauptdarsteller (Václav Neužil)
- Auszeichnung für die Beste Kamera (Štěpán Kučera)
- Auszeichnung für den Besten Filmschnitt (Jarosław Kamiński)
- Auszeichnung für den Besten Ton (Pavel Rejholec und Jakub Čech)
- Auszeichnung für die Beste Ausstattung (Jan Vlasák)
- Auszeichnung für das Beste Make-up and Hairstyling (Jana Dopitová)
- Auszeichnung für das Beste Filmplakat (Aleš Najbrt, Jakub Spurný und Julie Vrabelová)[15]

Filmfestival Karlovy Vary 2021
- Auszeichnung mit dem Publikumspreis[16]

Palm Springs International Film Festival 2022
- Nominierung für den FIPRESCI-Preis als Bester fremdsprachiger Film[17]